# Carl F. Weller
Carl F. Weller, född 1853 i Stockholm, död i september 1920 i Washington, D.C., var en svensk-amerikansk målare.
Efter studier vid Konstakademien och självstudier i Italien bosatte sig Weller i Amerika. Hans konst består av landskapsskildringar från Östergötland, Capri och Amerika utförda i olja.